# Kathedraal van Oxford
De kathedraal van Oxford, ook bekend als de kathedraal van Christus (Engels: Cathedral Church of Christ of Christ Church Cathedral), is een kathedraal van de Kerk van Engeland in Oxford. De kathedraal is de zetel van de bisschop van Oxford en doet dienst als kapel van het Christ Church College. Die dubbelrol van kathedraal en universiteitskapel is uniek voor de Kerk van Engeland. 

## Geschiedenis
De kathedraal staat op de plek van een Saksische kerk uit de 8e eeuw. Het huidige gebouw werd gebouwd in de 12e eeuw, om te dienen als de kerk van een Augustijner kloostergemeenschap. In 1524 werd het klooster, met toestemming van de paus, ontbonden. In 1546 bepaalde Hendrik VIII van Engeland dat de kerk de zetel werd van de bisschop van Oxford. Daarmee werd de kerk verheven tot kathedraal.